# Pavel Zapletal
Pavel Zapletal (* 31. května 1957) byl český a československý politik, po sametové revoluci poslanec Sněmovny národů Federálního shromáždění za HSD-SMS.

## Biografie
Ve volbách roku 1990 byl zvolen za HSD-SMS do české části Sněmovny národů (volební obvod Severomoravský kraj). Hnutí HSD-SMS na jaře 1991 prošlo rozkolem, po němž se poslanecký klub rozpadl na dvě samostatné skupiny. Zapletal proto v květnu 1991 přestoupil do klubu Hnutí za samosprávnou demokracii - Společnost pro Moravu a Slezsko 1. Ve Federálním shromáždění setrval do voleb roku 1992.